# 艾倫·瑞奇森
艾倫·麥可·瑞奇森（英語：Alan Michael Ritchson，1982年11月28日—），美國男演員、模特兒和歌手。代表作包括了CW電視台的超級英雄電視劇《超人前傳》（2005年至2010年）中飾演水行俠。2018年，他回歸超級英雄電視劇，在DC Universe及HBO Max電視劇《悍將聯盟》中飾演漢克·霍爾／戰鷹。2022年起，瑞奇森在亞馬遜Prime電視劇《神隱任務》中主演傑克·李奇，為此提升了知名度。
電影圈中，知名作品如《飢餓遊戲：星火燎原》（2013年）、《忍者龜：變種世代》（2014年）、《忍者龜：破影而出》（2016年）和《狂野時速10》（2023年）。他首次執導的電影為《暗網：蟬3301》（2021年），自己也身兼主演。
他曾是Abercrombie & Fitch公司的模特兒。

## 早年
艾倫·瑞奇森1982年11月28日生於北達科他州大福克斯，高中教師薇琪·瑞奇森（Alan Michael Ritchson）和美国空军退役總軍士長大衛·瑞奇森（Vickie Ritchson）之子。他在家中三個小孩的老二。童年時代，隨家人搬到伊利諾伊州蘭圖爾。10歲時，瑞奇森一家定居在佛羅里達州的尼斯维尔。2001年畢業於尼斯維爾高中。2013年接受印尼雜誌《達曼》採訪時表示曾獲得全額音樂獎學金。1999年至2003年，他以雙錄取學生的身份上大學，並在奧卡盧薩沃爾頓社區學院（Okaloosa Walton Community College，現在西北佛羅里達州立學院）獲得文學副學士學位。他是和美術部門的成員。

## 私生活
瑞奇森在大學上舞蹈課時結識了妻子凱薩琳（Catherine），兩人於2006年結婚。他們和三個兒子在佛羅裡達州生活多年。2023年，夫妻倆決定賣掉房子，開始四處奔波，讓瑞奇森有更多時間陪伴家人。他們一家住在爱彼迎的房子和飯店；凱薩琳是金融分析師，在家教育兒子們。
瑞奇森患有躁鬱症，並公開談論自己長期與此抗爭。他是基督徒，經常談論基督教信仰的意義。2022年1月，他創建了YouTube頻道InstaChurch，討論著自己的基督教信仰。2024年4月3日，《好萊塢報導》刊登了瑞奇森的採訪，他在採訪中表示，自己曾遭到一位「大牌攝影師」的性侵犯，因此放棄了模特兒生涯。他將模特兒行業描述為攝影師的「合法性交易的溫床」。
2025年2月，瑞奇森接受《GQ》雜誌採訪時表示，前國會議員馬特·蓋茨曾是自己的同學。瑞奇森稱蓋茨為「對手」、「不算啥好人」。

## 作品列表

### 電影
| 年份 | 標題                     | 角色                 | 附註               |
| ---- | ------------------------ | -------------------- | ------------------ |
| 2006 | 《屠夫》                 | 馬克（Mark）             |                    |
| 2007 | 《蒸氣室》               | 羅伊（Roy）             |                    |
| 2008 | 《正義聯盟：超級最前線》 | 亞瑟·庫瑞／水行俠    | 配音；DVD首映      |
| 2008 | 《雷克斯》               | 查斯（Chase）             |                    |
| 2009 | 《猛男啦啦隊》           | 布魯斯（Bruce）           |                    |
| 2013 | 《飢餓遊戲：星火燎原》   | 葛洛斯（Gloss）           |                    |
| 2014 | 《忍者龜：變種世代》     | 拉斐爾               |                    |
| 2015 | 《伴郎友沒友》           | 基普洛約拉／卡魯（Kip Loyola / Carew） |                    |
| 2016 | 《雷射戰隊》             | 亞當（Adam）             |                    |
| 2016 | 《藍山球隊大電影》       | 薩德·卡索（Thad Castle）        | 兼監製和編劇       |
| 2016 | 《忍者龜：破影而出》     | 拉斐爾               |                    |
| 2018 | 《辦公弑》               | 巴布（Bob）             |                    |
| 2019 | 《隱形情人》             | 謝恩（Shayne）             |                    |
| 2019 | 《火雞碗》               | 羅尼·貝斯特（Ronnie Best）      | 兼執行製片人       |
| 2020 | 《戰爭中的鬼故事》       | 布奇（Butchie）             |                    |
| 2021 | 《暗網：蟬3301》         | 卡佛探員（Agent Carver）         | 兼導演、監製和編劇 |
| 2023 | 《狂野時速10》           | 艾姆斯探員（Agent Aimes）       |                    |
| 2024 | 《普通天使》             | 艾德·施密特（Ed Schmitt）      |                    |
| 2024 | 《非紳士特攻隊》         | 安德斯·拉森          |                    |
| 2025 | 《汽車城》               | 約翰·米勒（John Miller）        |                    |
| 2025 | 《提包的男人》           | 文斯（Vince）             | 兼監製             |
| TBA  | 《遊戲約會》             | 傑夫（Jeff）             |                    |
| TBA  | 《戰爭機器》             |                      |                    |

### 電視
| 年份      | 標題                    | 角色                          | 附註                                       |
| --------- | ----------------------- | ----------------------------- | ------------------------------------------ |
| 2004      | 《美國偶像》            | 他自己                        | 第三季第1集                                |
| 2005–2010 | 《超人前傳》            | 亞瑟·庫瑞／水行俠             | 4集                                        |
| 2006      | 《雖然沒有跟我走》      | 陸軍軍官                      | 電視電影                                   |
| 2009      | 《我的脑袋会转弯》      | 不適用                        | 單集：〈〉                                 |
| 2009      | 《午夜小河》            | 盧西安·馬奈（Lucian Manet）               | 電視電影                                   |
| 2010–2011 | 《藍山球隊》            | 凱文·狄夫林·「薩德」·卡索（Kevin Devlin "Thad" Castle） | 主要演員                                   |
| 2010      | 《CSI犯罪現場：邁阿密》 | 保羅·阿奈特（Paul Arnett）               | 單集：〈〉                                 |
| 2011      | 《90210》               | 泰里普·威爾森（Tripp Wilson）             | 單集：〈〉                                 |
| 2012      | 《弗莱德秀》            | 過期奶牛（Expired Cow）                  | 單集：〈〉                                 |
| 2013      | 《天堂执法者》          | 弗雷迪·哈特（Freddie Hart）               | 單集：〈〉                                 |
| 2014      | 《叛軍》                | 泰勒·斯托克利（Tyler Stokley）             | 單集：〈〉                                 |
| 2014      | 《俏妞報到》            | 麥特（Matt）                      | 單集：〈〉                                 |
| 2014      | 《電視廣告》            | 肯特·羅斯（Kent Ross）                 | 單集：〈〉                                 |
| 2015      | 《我能做到》            | 他自己                        | 選手                                       |
| 2015      | 《上班狂人》            | 特洛伊·托佩（Troy Torpey）                     | 單集：〈〉                                 |
| 2016      | 《黑鏡》                | 保羅（Paul）                      | 單集：〈急轉直下〉                         |
| 2017      | 《血路狂飆》            | 亞瑟·貝利（Arthur Bailey）                 | 主要演員                                   |
| 2018–2021 | 《悍將聯盟》            | 漢克·霍爾／戰鷹               | 常駐演員（第一季）；主要演員（第二至三季） |
| 2018      | 《愛麗莎與凱蒂》        | 羅比（Robbie）                      | 單集：〈〉                                 |
| 2019      | 《荒唐分局》            | 年輕的諾姆·斯卡利（Young Norm Scully）         | 單集：〈〉                                 |
| 2019      | 《超少女》              | 漢克·霍爾／戰鷹               | 單集：〈無限地球危機：第一部分〉           |
| 2020      | 《明日傳奇》            | 漢克·霍爾／戰鷹               | 單集：〈無限地球危機：第五部分〉           |
| 2022–     | 《神隱任務》            | 傑克·李奇                     | 主要演員                                   |

### 電子遊戲
| 年份 | 標題       | 角色   | 附註     |
| ---- | ---------- | ------ | -------- |
| 2007 | 《貝武夫》 | 貝武夫 | 角色模型 |

## 外部連結
- 艾倫·瑞奇森在互联网电影资料库（IMDb）上的資料（英文）